# Helius (Rhampholimnobia) gracilirostris
Helius (Rhampholimnobia) gracilirostris is een tweevleugelige uit de familie steltmuggen (Limoniidae). De soort komt voor in het Australaziatisch gebied.